# Hans Joachim Conert
Hans Joachim Conert (* 16. Mai 1929 in Sommerschenburg, Provinz Sachsen; † 24. Februar 2021 in Berlin) war ein deutscher Botaniker. Sein offizielles botanisches Autorenkürzel lautet „Conert“.

## Werdegang
Conert wurde 1929 in Sommerschenburg  geboren, besuchte die Schule in Magdeburg und absolvierte dort eine Lehre als Maschinenschlosser. Er studierte Biologie und Chemie an der FU Berlin und beendete sein Studium mit einer Dissertation bei dem Poaceae-Spezialisten Robert Pilger über das Thema Die Systematik und Anatomie der Arundineae. Er wurde 1960 in der Botanisch-Paläobotanischen Abteilung (heute Botanik und Molekulare Evolutionsforschung) des Senckenberg Forschungsinstitutes und Naturmuseums Frankfurt a. M. angestellt. 1966 wurde er zum Leiter der Abteilung als Nachfolger des Paläobotanikers  Richard Kräusel ernannt. Seine Spezialgebiete waren die Systematik der Poaceae und der Xyridaceae. 1994 trat er in den Ruhestand und zog nach Berlin. Er starb dort am 24. Februar 2021.

## Werke (Auswahl)
- Gustav Hegi: Illustrierte Flora von Mitteleuropa.  Familie Poaceae. 3. Auflage. Band 1, Teil 3, 1998. Parey Buch-Verlag Berlin. ISBN 3-489-52020-3.
- Hans Joachim Conert: Pareys Gräserbuch. Die Gräser Deutschlands erkennen und bestimmen. Verlag Eugen Ulmer, Stuttgart 2000. ISBN 3-8001-4568-5.